# トミー・レメンゲサウ
トーマス・エサン・レメンゲサウ・ジュニア（Thomas Esang Remengesau, Jr., 1956年2月28日 - ）は、パラオの政治家。第7代、第9代大統領。

## 来歴
コロール出身。父は第4代大統領、副大統領などを歴任したトーマス・レメンゲサウ・シニア。アメリカ合衆国ミシガン州のグランドバレー州立大学卒業。学位は犯罪学。
1992年にクニオ・ナカムラ第5代大統領の副大統領になり、2000年に大統領に選ばれ、2001年1月1日に登庁した。彼はパラオのアメリカの援助への依存度を縮小させる事とわずかな観光事業を促進させる事を望んでいる。

### 大統領時代
2000年の大統領選挙でピーター・スギヤマと戦い、レメンゲサウは5596票（52%）を獲得し大統領に選出された。
2001年4月の初来日以降、日本に頻繁に足を運んでいる。
2004年11月2日に行われた大統領選挙では実業家のポリカープ・バシリウスと戦い、6494票（65%）を獲得し再選を果たした。
2009年1月15日に大統領を退任、後任にはジョンソン・トリビオンが就任。
2012年11月6日の大統領選で現職のジョンソン・トリビオンを破り、再び大統領に返り咲き。2013年1月17日に第9代大統領に就任した。
2015年4月、天皇・皇后のパラオ訪問を前に、日本とパラオの関係について、「私たちの関係は単なるパートナーシップではなく、むしろ兄弟関係に近い。日本が兄で、パラオが弟です。両陛下の訪問は、両国のすでに親密な関係をさらに強固にするための象徴であり、素晴らしい機会となるでしょう」と述べ、訪問を歓迎することを表明した。
2016年11月1日の大統領選挙で再選。
2019年10月21日に迎賓館赤坂離宮で安倍晋三内閣総理大臣と会談を行い、翌22日の即位礼正殿の儀に参列した。

### 大統領退任後
2024年11月12日の大統領選挙にも出馬したものの非公式集計ながら開票結果が現職のスランゲル・ウィップス・ジュニアに優位に進んでいたこともあり、最終結果が出ない段階でレメンゲサウは敗北を認めた。

## 人物
祖母の父が日本人であるため、本人は日系4世にあたり、日本との関係も深い。